# ピティヴィエ
ピティヴィエ （Pithiviers）は、フランス、サントル＝ヴァル・ド・ロワール地域圏、ロワレ県のコミューン。

## 地理
エソンヌ県に接する。かつて湖であったボース湖の石灰岩基盤上にある。オルレアンの北約43km、パリの南約84kmにある。自然区分上の地方であるガティネとボースの中間にある。

## 歴史
ピティヴィエはガロ＝ローマ時代の村であった。

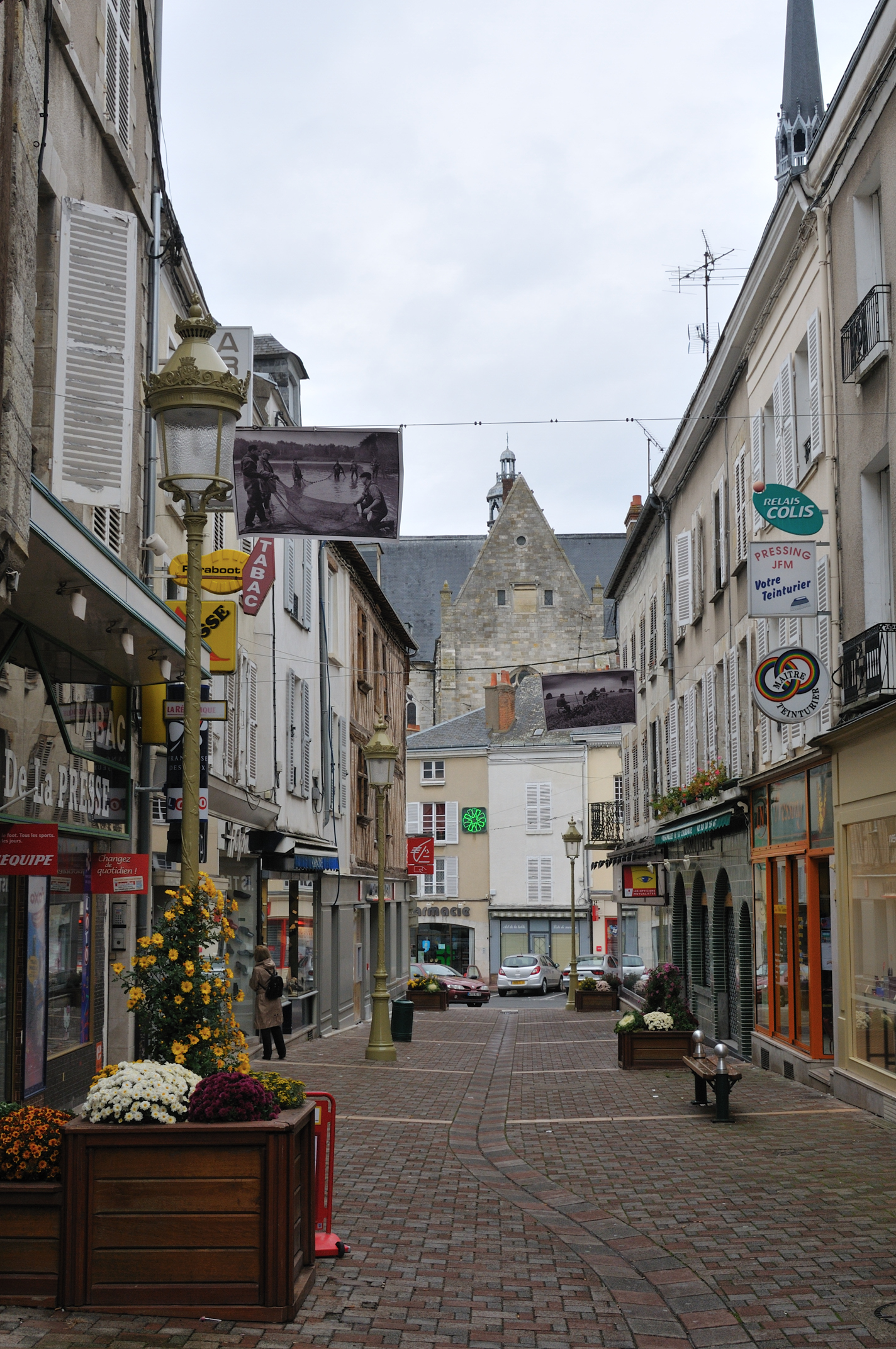
クーロンヌ通り

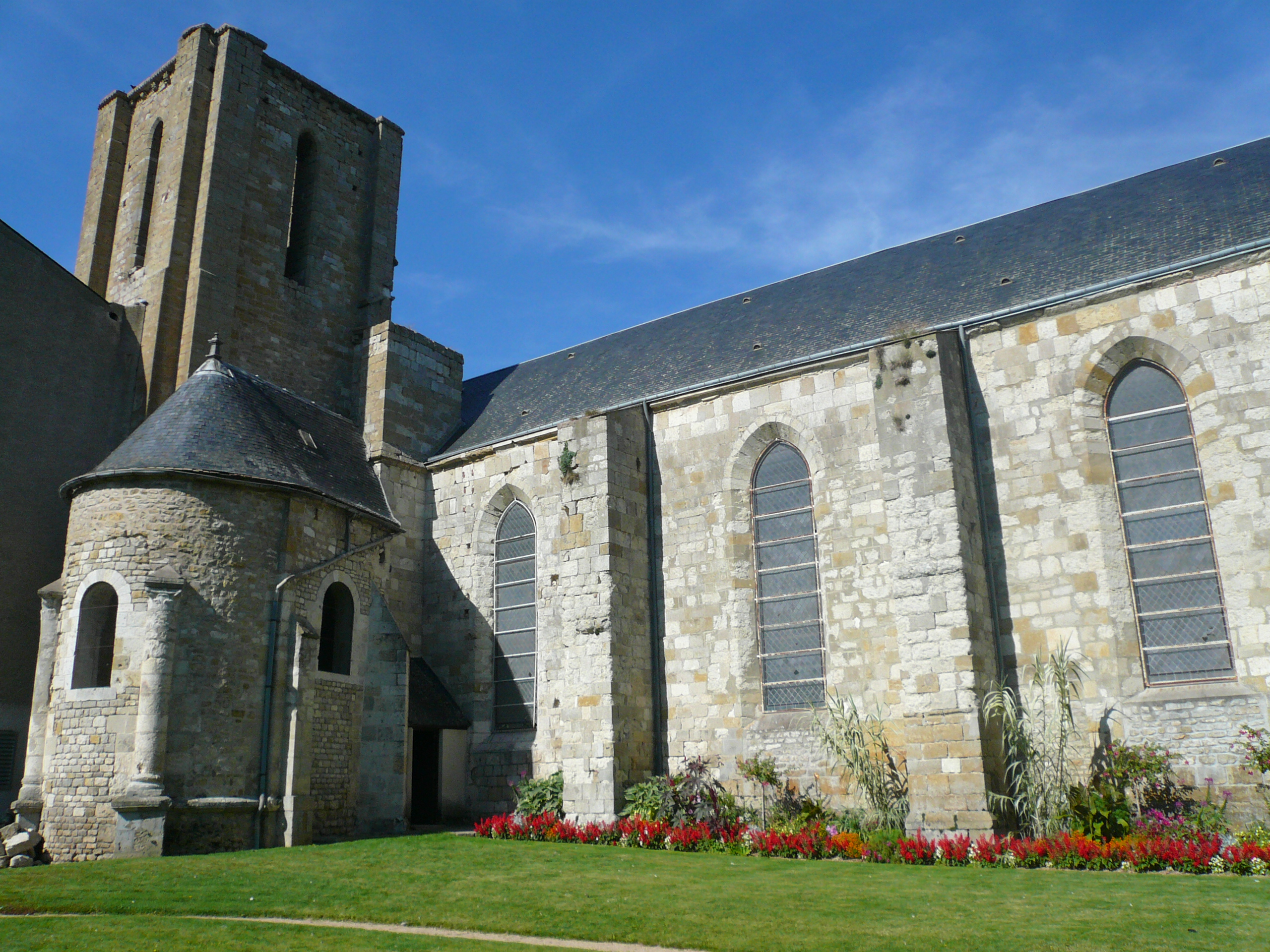
サン＝ジョルジュ参事会教会

第八次ユグノー戦争中の1598年、ピティヴィエはアンリ3世とアンリ・ド・ナヴァール（のちのアンリ4世）の両者に占領された。
第二次世界大戦中、ピティヴィエには捕虜収容所と通過収容所が置かれており、ここから強制収容所へ移送された人々が多かった。

## みどころ
- サン＝ジョルジュ参事会教会 - 13世紀完成。ロマネスク様式とゴシック様式
- サン＝サロモン・エ・サン＝グレゴワール教会
- ピティヴィエ交通博物館 - 蒸気機関車、路面電車の展示

## 名物
- ピティヴィエ - 街の名をとったアーモンド風味のパイ菓子。1年じゅう売られている[3]。

## 姉妹都市
- アシュビー＝ド＝ラ＝ズーシュ（en）、イギリス
- ブルグレンゲンフェルト、ドイツ
- オーヴァル、ポルトガル

## 出身者
- リュバン・ボージャン
- シメオン・ドニ・ポアソン
- マリー・ンディアイ